# شهر کنتربری
شهر کنتربری یا سیتی کنتربری (به انگلیسیCity of Canterbury) بخش دولت محلی شهرستان کنتربری در شهرستان کنت در انگلستان و همچنین مقر اسقف اعظم کنتربری است.

## پیشینه
این بخش در ۱ آوریل ۱۹۷۴ به رسمیت شناخته شد. این بخش از ادغام منطقه فعلی سیتی کنتربری، ویستبل، خلیج هرن، منطقه شهری، پل بلئان و منطقه روستایی آن تشکیل می‌شد. اما بعدها به منطقه شهری و ساحلی در شمال تقلیل یافت.

## جغرافیا
براساس تقسیمات کشوری سیتی کنتربری شامل چند شهر کوچک خلیج هرن و ویستبل (که خود دارای منطقه و روستاهای زیرمجموعه است) و کلیسای جامع است. شهرها و روستاهای زیرمجموعه آن عبارتند از: